# Lepanthes pan
Lepanthes pan är en orkidéart som beskrevs av Carlyle August Luer och Stig Dalström. Lepanthes pan ingår i släktet Lepanthes och familjen orkidéer. Inga underarter finns listade i Catalogue of Life.